# Paulusviertel (Darmstadt)
Das Paulusviertel ist ein Wohnviertel und Statistischer Bezirk im Süden von Darmstadt, das Ende des 19. Jahrhunderts/Anfang des 20. Jahrhunderts entstanden ist. Es befindet sich zwischen dem Herdweg, der Nieder-Ramstädter-, Martin- und Schießhausstraße (heute: Jahnstraße).

## Geschichte

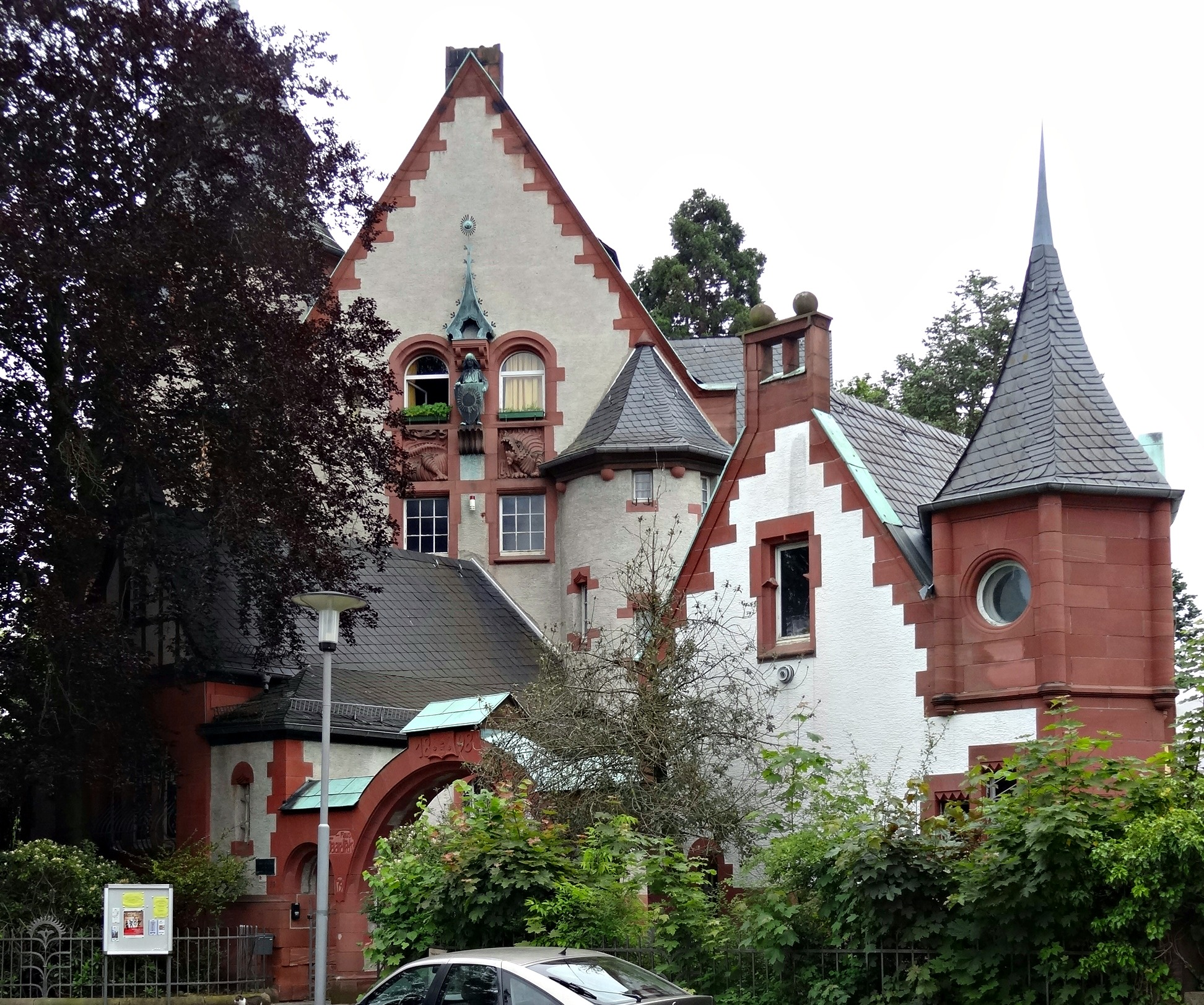
Haus Haardteck (1898)

Im letzten Viertel des 19. Jahrhunderts gab es mehrere Pläne von verschiedenen Personen zur Bebauung dieses Gebietes. Ein 1895 von Josef Stübben vorgelegter Plan wurde wegen der schlechten Auswertung des Baugebiets und fehlender ästhetischer Qualität verworfen. Um 1900 erhielt Friedrich Pützer, seit 1897 Assistent der Professoren Karl Hofmann, Erwin Marx und Georg Wickop, vom Magistrat der Stadt Darmstadt den Auftrag, einen neuen Bebauungsplan für das Gebiet zu entwerfen. Pützer revidierte die bisherigen Planungen von Stübben und entwarf ein Viertel von ländlichem und kleinstädtischem Charakter, mit teilweise als Alleen angelegten Straßenzügen. Ab 1901 ist der Plan von Pützer in den amtlichen Stadtplänen verzeichnet.

Paulusplatz; Blickrichtung Ost (2012)

Das erste Haus war die 1898 für August Karl Weber von Heinrich Metzendorf erbaute Villa. Den Mittelpunkt des Viertels bildet der reizvolle Paulusplatz mit der Pauluskirche (erbaut 1905–1907 von Friedrich Pützer) und der Landeshypothekenbank (erbaut 1905–08 von Paul Meissner; heute: Verwaltungssitz der EKHN). Von den ursprünglichen Planungen Pützers sind aufgrund der Zerstörung Darmstadts durch einen Luftangriff am 11. September 1944 weder die Originale noch Pausen erhalten geblieben. Die Planungen Pützers wurden in den Folgejahren mehrfach angepasst.
Das Viertel wurde ab 1902 mit zahlreichen, teils markanten Villen der Architekten Georg Wickop (Haus Wickop, Haus Burckhardt, Haus Klingelhöfer), Heinrich Walbe (Doppelhaus Kleinschmitt), Paul Meissner (Villa Merck) bebaut. Bis 1904 waren bereits 32 Gebäude errichtet. „In einer ersten Bauphase bis zum Ausbruch des Ersten Weltkrieges wurde das Quartier bevorzugt mit Landhäusern im Stil des Traditionalismus bebaut, für den eine rustizierte Sockelzone, die Holzschindelverkleidug der Obergeschosse oder die Verzierung mit Fachwerk sowie ein tief heruntergezogenes Dach typisch sind.“ (Vgl. Artikel Paulusviertel im Stadtlexikon Darmstadt, 2006).
Das Gebiet wurde im Volksmund zunächst „Professorenviertel“ genannt, da zahlreiche Professoren der TH Darmstadt sich hier niederließen. Bald wurde es jedoch „Tintenviertel“ genannt, da sich dort vorwiegend „Schreibtischberufe“ wie Akademiker und höhere Beamte niederließen.

## Sanierung des Paulusplatz
Eine erste Phase der Sanierung wurde 2013 abgeschlossen. Sie umfasste die Terrasse, die Freitreppe, die Balustrade und den Brunnen vor dem Gebäude der EKHN. In der zweiten Phase wird die Erneuerung der Bodenplatte des natursteinumrandeten Wasserbeckens auf dem Paulusplatz zwischen der Kirche und dem Gebäude der EKHN erfolgen.

## Historische Bauwerke
- Ehemalige HEAG-Direktorenvilla
- Ehemalige Landeshypothekenbank
- Eichen- und Akazienwäldchen
- Fichteburg
- Haus Haardteck
- Haus Kremer
- HEAG-Wohnhaus
- Kraftsruhe
- Marienhospital Darmstadt
- Pauluskirche
- Studentenwohnheim Altes Polizeipräsidium Darmstadt